# Gigliola Staffilani
Gigliola Staffilani (Martinsicuro, 24 marzo 1966) è una matematica italiana, professoressa presso il Massachusetts Institute of Technology con la cattedra di Abby Rockefeller Mauze Professor of Mathematics,
EMS lecturer nel 2018 e membro dell'Accademia nazionale delle scienze (Stati Uniti d'America). È nota particolarmente per i suoi lavori con Terence Tao.

## Biografia
Nata a Martinsicuro in provincia di Teramo e ha trascorso la sua infanzia nella fattoria di famiglia. Ha sviluppato la passione per la matematica a partire dalle scuole medie. Al termine del liceo scientifico, svolto a San Benedetto del Tronto, ha ottenuto una borsa di studio parziale per frequentare l'Università di Bologna, alla quale si è iscritta dietro incoraggiamento dei professori che le avevano suggerito anche di intraprendere una carriera in matematica. Si è laureata nel 1989 con una tesi sulle funzioni di Green applicate alle equazioni differenziali alle derivate parziali ellittiche; in seguito ha conseguito master (1991) e PhD (1995) presso la University of Chicago, dove ha studiato le equazioni differenziali dispersive con Carlos Kenig.
Dopo aver svolto numerosi incarichi presso l'Institute for Advanced Study, la Stanford University, la Princeton University e la Brown University si è trasferita al Massachusetts Institute of Technology nel 2002, dove ha ottenuto la cattedra nel 2006 (la seconda donna nella storia del dipartimento a svolgere tale incarico).
I suoi lavori rivoluzionari sono frutto di collaborazione con altri quattro prestigiosi matematici (James Colliander, Markus Keel, Hideo TAKAOKA e Terence Tao) tanto da essere chiamati il gruppo dei cinque.

## Premi e riconoscimenti
- Nel 2014 è nominata alla American Academy of Arts and Sciences.[10]
- Nel 2018 ha ricevuto il Earll M. Murman Award for Excellence in Undergraduate Advising.[11]
- Nel 2021 è stata nominata membro della Accademia nazionale delle scienze negli Stati Uniti.[12]

## Interessi di ricerca
I suoi ambiti di ricerca sono l'analisi armonica e le equazioni differenziali a derivate parziali dispersive, in particolare, l'equazione di Korteweg-de Vires e l'equazione di Schrodinger.
Gigliola Staffilani e i suoi coautori hanno dimostrato, sotto opportune ipotesi, che i problemi associati a queste equazioni sono ben posti.

## Vita privata
Gigliola Staffilani è sposata con il collega statunitense Tomasz Mrowka.